# Брентано-квартет
Брентано-квартет (англ. Brentano String Quartet) — американский струнный квартет.
Основан в 1992 году. Назван в честь Антонии Брентано (1780—1869) — женщины, которая, возможно, была «бессмертной возлюбленной» (нем. Unsterbliche Geliebte) Бетховена (достоверно это неизвестно: сохранилось лишь одно письмо Бетховена, в котором он не называет свою возлюбленную по имени).
В 1995 году Брентано-квартет стал первым лауреатом Премии Кливлендского квартета. В дальнейшем квартет получил немало других наград — в частности, премию лондонского Королевского филармонического общества (1997) за лучший дебют (на британской сцене).
В репертуаре квартета — Монтеверди, Джезуальдо да Веноза, Бах, Гайдн, Моцарт, Бетховен, Шуберт, Мендельсон, Брамс, Барток. Вместе с тем, Брентано-квартет специализируется на музыке современных композиторов, исполняя, в частности, произведения Чарльза Вуоринена, Брюса Адольфа, Милтона Бэббита и др. Особую страницу в деятельности квартета составляет его сотрудничество с известным американским поэтом Марком Стрэндом: так, поэтом и квартетом подготовлена концертная программа, в которой стихи Стрэнда соседствуют с музыкой Моцарта и Веберна.

## Состав квартета
- Марк Стейнберг — скрипка
- Серена Кейнин — скрипка
- Миша Эмори — альт
- Нина Ли — виолончель